# Sattelholz

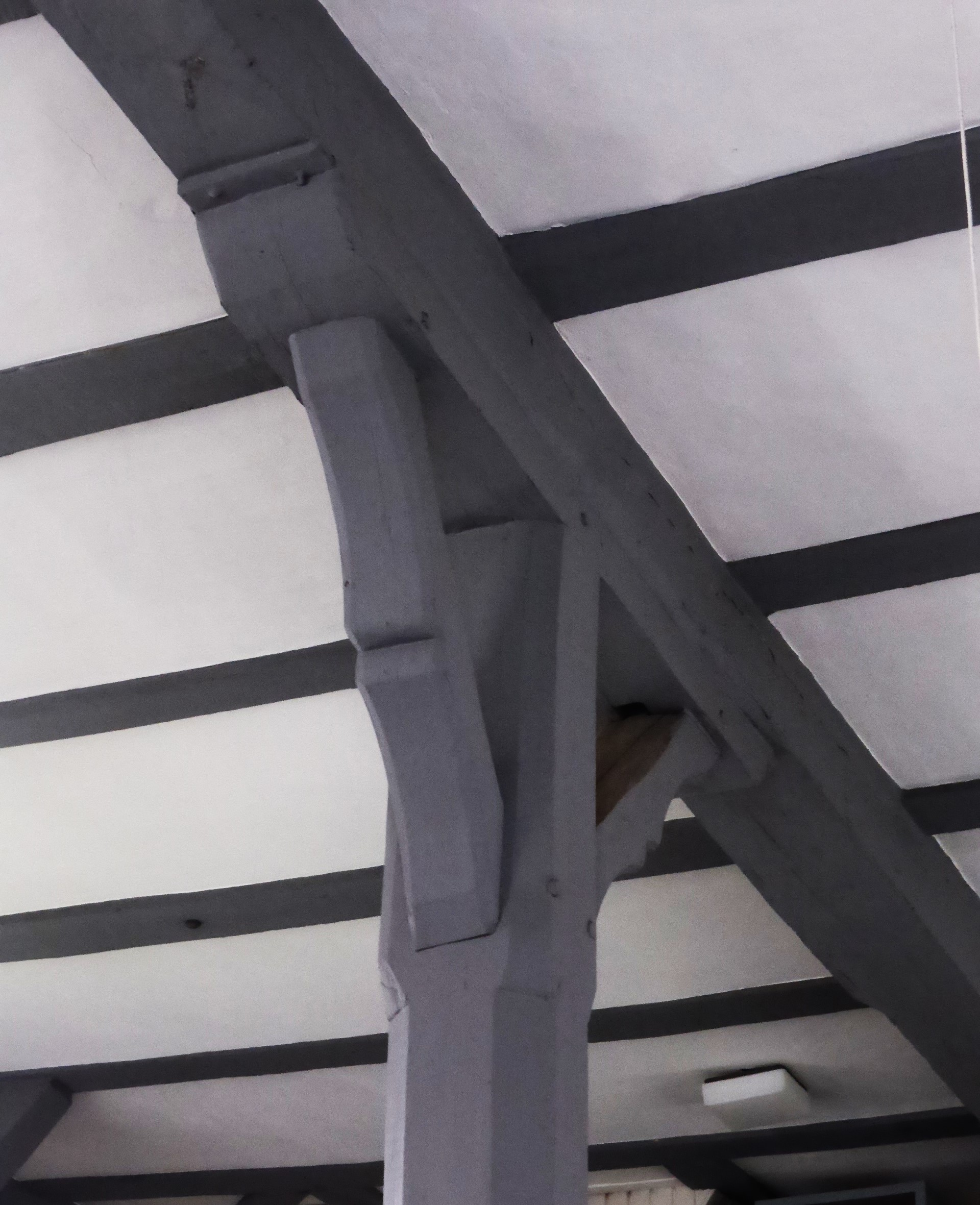
Sattelholz unter einem Unterzug, getragen von einem Ständer und zwei geschweiften Kopfbändern (Kapelle Bonaforth, 17. Jahrhundert)

Ein Sattelholz (früher auch Schirrholz oder Trumholz, Trummholz) ist im Bauwesen ein waagerechtes Holz zur Verbreiterung des Auflagers über einem Ständer und zur Unterstützung eines Unterzugs.

## Funktion und Konstruktion
Ebenso wie mit Kopfbändern und Streben kann durch die Verwendung von Sattelhölzern die freie Spannweite eines Unterzugs verringert und die Stützenweite vergrößert werden. Ein Sattelholz verläuft parallel und unterhalb des Balkens, den es unterstützt. Es können auch zwei oder drei Sattelhölzer übereinander angeordnet werden.
Zur weiteren Verringerung der Biegespannung im Unterzug wird das Sattelholz mit diesem verbolzt, verzahnt oder verdübelt. Mit dem Ständer wird das Sattelholz in der Regel verzapft. Das Sattelholz macht den Unterzug auch deswegen tragfähiger, weil das Zapfenloch für den Ständer im Unterzug entfällt.
Anstelle der Zapfenverbindung kann der Ständerkopf durch eine sogenannte Gabelaufblattung mit Sattelholz sowie darüberliegenden Balken verbunden werden (siehe Abbildung des Rathauses in Höxter). Da sich die Gabelaufblattung am Kopf des Ständers befindet, wurde sie auch als kopfzonige Schale bezeichnet. Schale bezeichnet im Holzbau ein umschließendes Element. Die Schale besteht in diesem Fall also aus „zwei seitlichen Blättern“, die den über dem Stiel liegenden Balken umschließen.
Anstelle der aus dem vollen Holz gearbeiteten Gabelaufblattung werden heute meist einfache Laschen oder Lochbleche seitlich angenagelt, um die Bauteile zu verbinden.
Sattelhölzer aus Hartholz (gegebenenfalls mit Ausklinkung) können das Hirnholz des Ständers zusätzlich vor dem Aufsplittern schützen.

## Gestaltung
Größere Sattelhölzer in repräsentativen Gebäuden boten früher häufig Gelegenheit zur Verzierung durch Profilierung, Schnitzwerk oder Bemalung.
Formal sind klassische Säulenkapitelle, z. B. das ionische Kapitell, mit dem Sattelholz verwandt.

Galerie
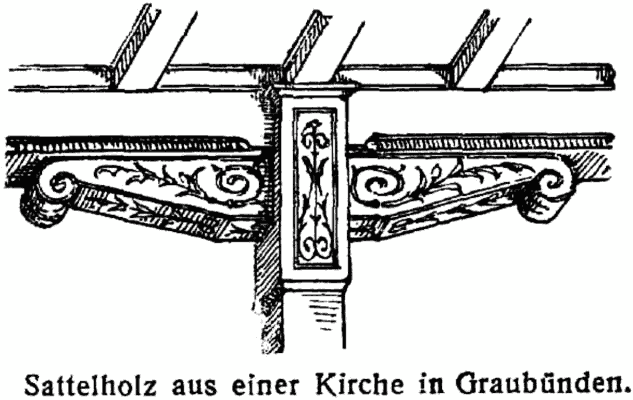
Reich verziertes Sattelholz mit Gabelaufblattung, die vom Ständer ausgehend nach oben hier nicht nur das Sattelholz, sondern auch den Unterzug umschließt
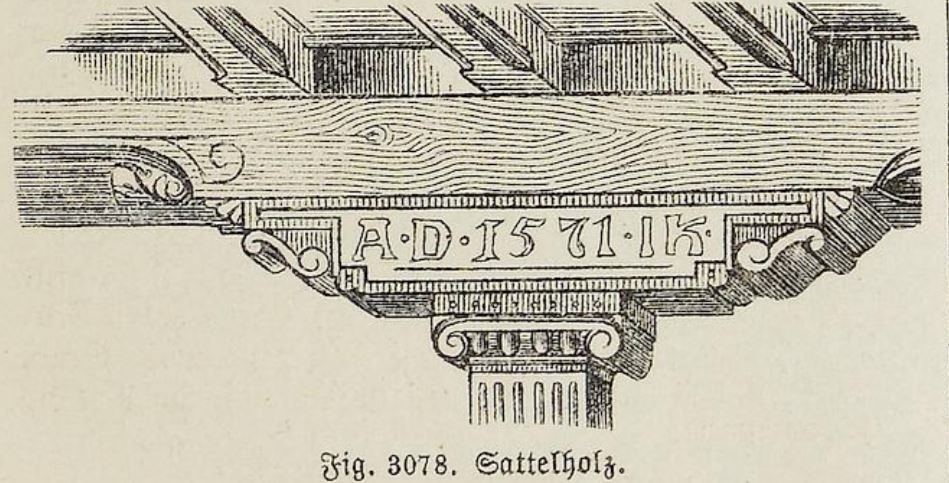
Renaissance-Sattelholz, mit Schnitzwerk verziert
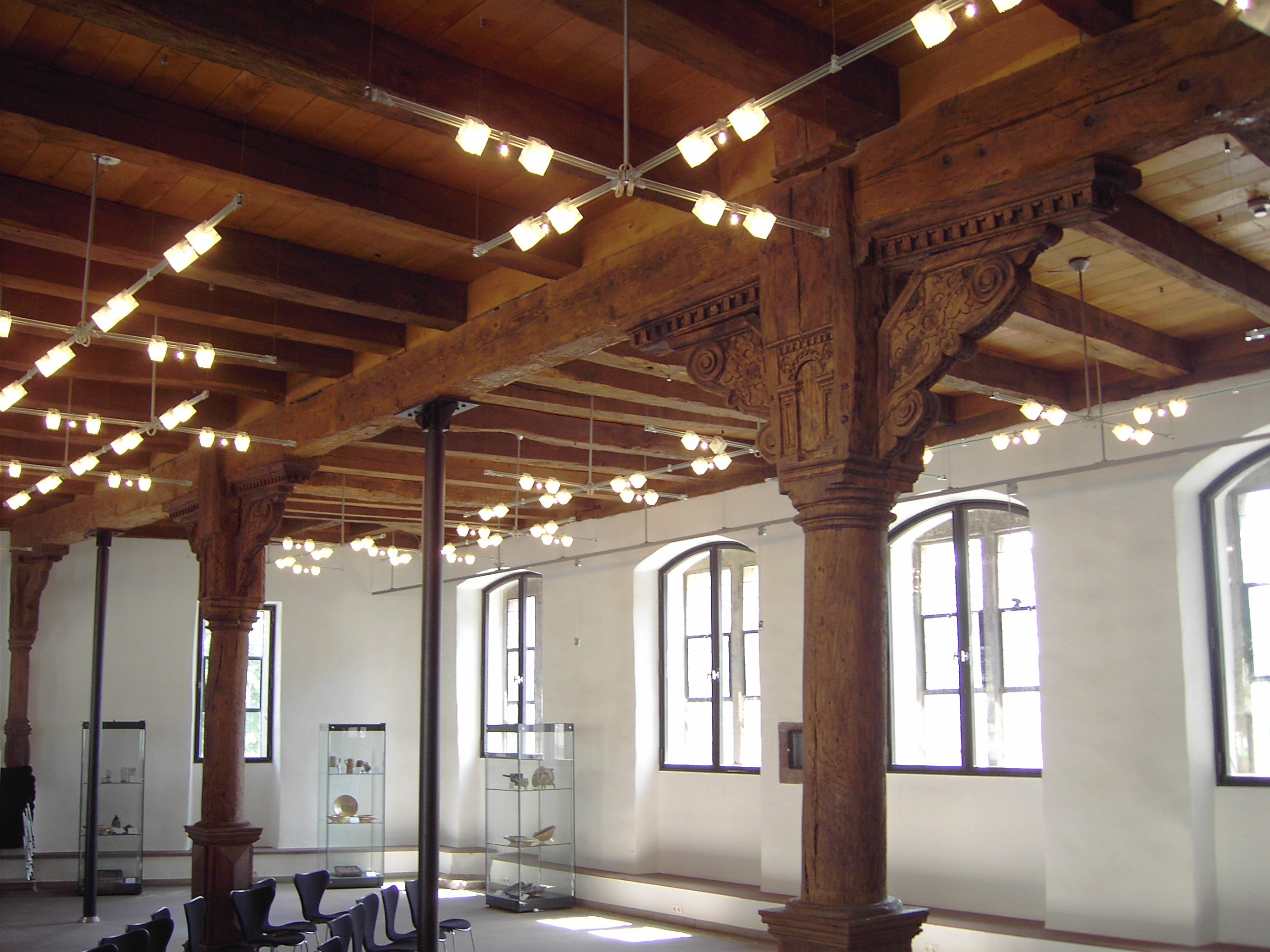
Holzsäulen mit verzierten Kopfbändern und Sattelhölzern in Gabelaufblattung. Unterer großer Saal des Rathauses Höxter, 17. Jahrhundert
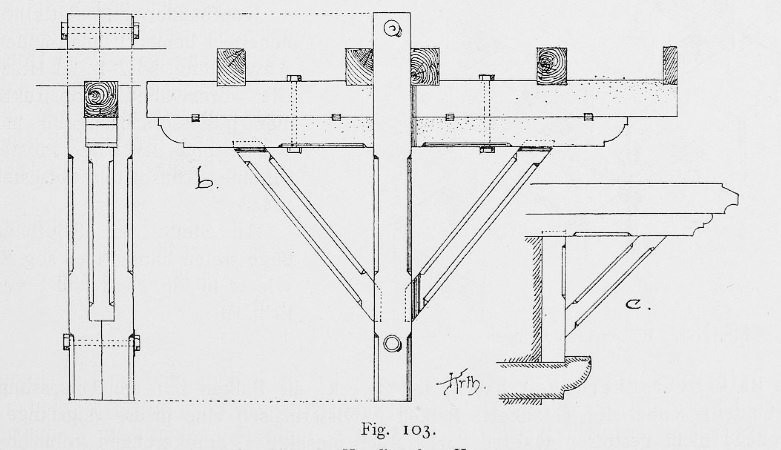
Konstruktion von Sattelhölzern unter einem Unterzug (links und Mitte) und unter einem auskragenden Balken (rechts), 1893
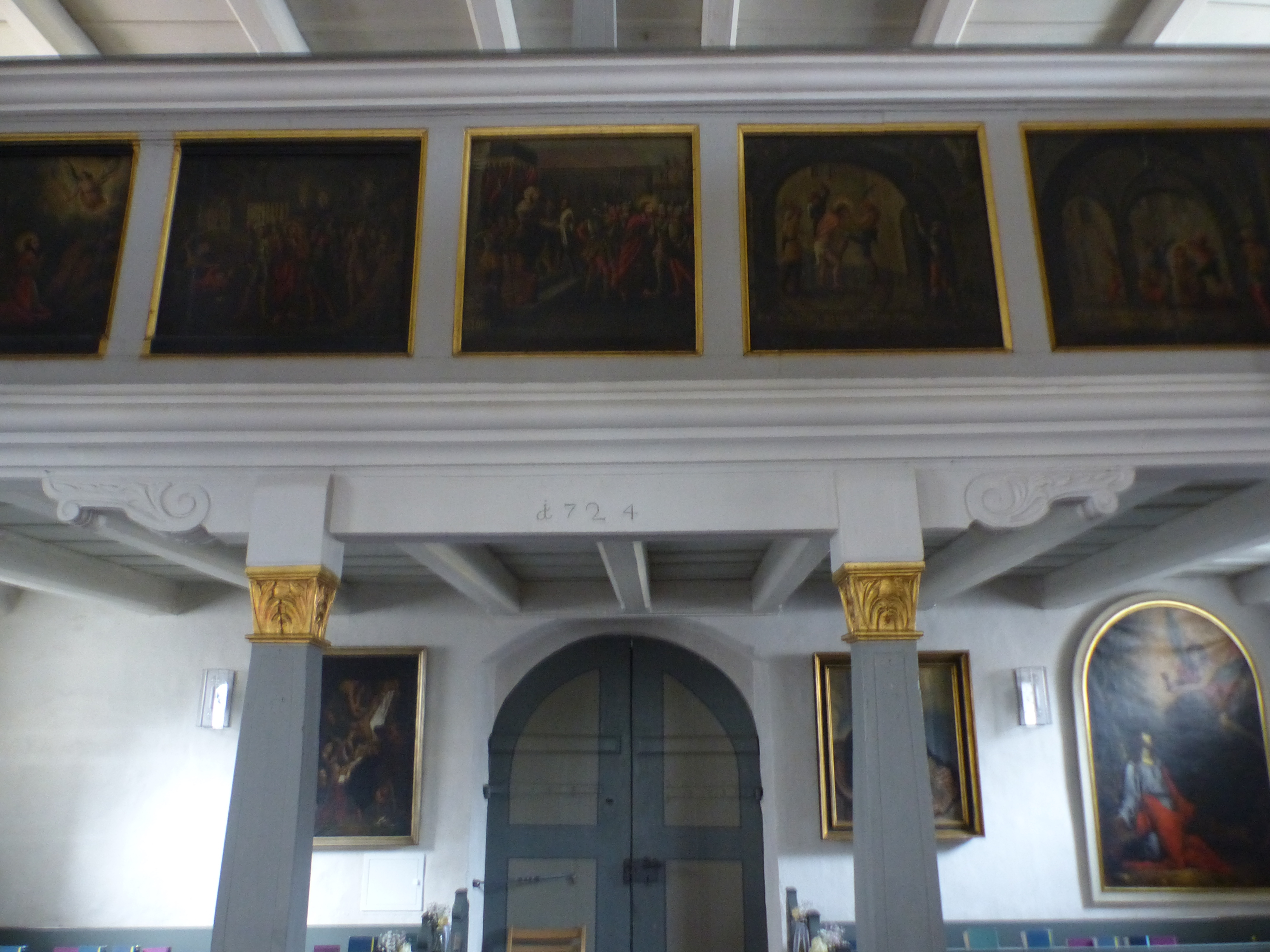
Sonderform: Sattelholz auf zwei Ständern (Barocke Empore der Pfarrkirche St. Georg, Rückersdorf)